# The King’s Choice – Angriff auf Norwegen
The King’s Choice – Angriff auf Norwegen (Originaltitel norwegisch Kongens nei ‚Das Nein des Königs‘) ist ein historisches Epos des Regisseurs Erik Poppe aus dem Jahr 2016, das die Situation in Norwegen unmittelbar nach Einmarsch der Wehrmacht im April 1940 schildert. Der norwegische König Haakon stellte sich den Nationalsozialisten beim Überfall in den Weg, indem er vergeblich versuchte, Demokratie und nationale Unabhängigkeit zu verteidigen. Kinostart in Norwegen war der 23. September 2016, Premiere in Deutschland am 10. Februar 2017 im Rahmen der Berlinale.

## Handlung
Erik Poppe zeigt einen von Leben und Rückenschmerzen gezeichneten König Haakon, der beim Überfall der deutschen Wehrmacht auf Norwegen am 9. April 1940 auf der Flucht vor dem Granaten- und Kugelhagel deutscher Bomber dem Krieg ausgesetzt ist und dennoch als Staatsoberhaupt die Bedingungen der Nationalsozialisten nicht akzeptiert. Die konsequente Neutralitätspolitik schützt Norwegen nicht vor Hitlers Aggression. Norwegen wurde aufgrund der Haltung des Königs, nicht zu kollaborieren, bombardiert.
Die Figuren werden nicht eindimensional, sondern komplex gezeichnet. Die Deutschen erzwingen eine Positionierung. Der König und der Kronprinz Olav haben moralisch eine Wahl zu treffen. Der deutsche Gesandte Curt Bräuer, der mit dem Angriff der deutschen Militärschiffe konfrontierte Oberst Birger Eriksen und der junge Soldat Seeberg sind Umständen ausgesetzt, in denen Moral, Stolz, Würde und Selbstbewusstsein konkret heruntergebrochen sind und ohne Pathos auskommen. Sie alle werden als Menschen gezeigt mit den Entscheidungen, denen sie angesichts erdrückender politischer Umstände gegenüber stehen.

## Rezeption
In Norwegen war der Film der größte Kinoerfolg des Jahres 2016.

## Kritik
„Ein mit viel Aufwand, großartigen Darstellern und brillanter Kameraarbeit realisiertes Historiendrama. Die Hinterzimmer-Verhandlungen werden dramatisch geschickt, aber auch mit einigem Pathos zugespitzt.“